# La Grande Menace (film, 1948)
Pour les articles homonymes, voir La Grande Menace.
Pour plus de détails, voir Fiche technique et Distribution.
La Grande Menace (Walk a Crooked Mile) est un film d'espionnage américain en noir et blanc anticommuniste réalisé par Gordon Douglas, sorti en 1948.

## Synopsis
Un réseau d'espionnage communiste a infiltré le "Lakeview Laboratory of Nuclear Physics", un centre de recherche atomique du Sud de la Californie. Le détective de Scotland Yard Philip Grayson et l'agent du FBI Dan O'Hara, sont sur l'affaire.

## Fiche technique
- Titre original : Walk a Crooked Mile
- Titre français : La Grande Menace
- Réalisation : Gordon Douglas
- Scénario : George Bruce
- Musique : Paul Sawtell
- Directeur de la photographie : George Robinson, Edward Colman
- Montage : James E. Newcom
- Producteurs : Edward Small, Grant Whytock
- Société de production et de distribution : Columbia Pictures
- Pays de production :  États-Unis
- Langue d'origine : anglais américain
- Format : noir et blanc — pellicule : 35 mm — image : 1,37:1 — son : mono (Western Electric Recording)
- Genre : Espionnage, film noir
- Durée : 91 minutes
- Dates de sortie :
  - États-Unis : 2 septembre 1948
  - France : 10 novembre 1950
- Affiche : Jacques Bonneaud (France)

## Distribution
- Louis Hayward : Philip 'Scotty' Grayson
- Dennis O'Keefe : Daniel F.O'Hara
- Louise Allbritton : Dr Toni Neva
- Carl Esmond : Dr Ritter von Stolb
- Onslow Stevens : Igor Braun
- Raymond Burr : Krebs
- Art Bake : Dr Frederick Townsend
- Lowell Gilmore : Dr William Forrest
- Philip Van Zandt : Anton Radchek
- Charles Evans : Dr Homer Allen
- Frank Ferguson : Carl Bemish
- Reed Hadley : le narrateur

## Production
Le film était à l'origine intitulé FBI vs Scotland Yard, mais le titre a été changé à la demande de J. Edgar Hoover.

## Réception critique
Lorsque le film est sorti, le critique de cinéma du New York Times, Bosley Crowther, tout en donnant une critique mitigée du film, a bien écrit sur le scénario : « Inutile de parler d'action ou de jeu d'acteur. C'est strictement routinier. Mais l'intrigue est délibérément sensationnelle. »
Variety a donné au film une critique favorable, en écrivant : « L'action va et vient entre San Francisco et le Sud, frappant dur tout le temps sous la direction avisée de Gordon Douglas. Le tournage sur place des lieux ajoute de l'authenticité. George Bruce a rempli son scénario de rebondissements astucieux qui ajoutent un air de réalité à l'histoire de Bertram Millhauser. Le dialogue est bon et les situations sont développées de manière crédible, même le final mélodramatique hautement artificiel. La saveur documentaire est transmise par la narration crédible de Reed Hadley. »